# Marino Berengo
Marino Berengo (* 8. November 1928 in Venedig; † 3. August 2000 ebenda) war ein italienischer Historiker, der sich vor allem mit der Republik Venedig und der Geschichte Luccas in der Neuzeit, darüber hinaus mit der europäischen Stadt befasste.

## Leben
Berengo wurde in eine bildungsbürgerliche Familie geboren; sein Vater war Pietro, Abkömmling einer alten venezianischen Familie, seine Mutter war Diana Melli, eine Jüdin aus Ferrara. Er besuchte das Liceo classico Marco Polo und erlangte 1947 die Zulassung zur Scuola Normale Superiore di Pisa. Doch musste er wegen einer Lungenkrankheit auf den Besuch des angesehenen Instituts verzichten und sich drei Jahre in ein Sanatorium begeben.
Er schrieb sich an der Universität Padua ein, wechselte aber nach Florenz, wo er im Herbst 1953 seine Laurea bei Delio Cantimori unter dem Titel Saggio di ricerche sulla struttura sociale e l'opinione pubblica degli Stati veneti (1770–1797) vorlegte. Darin befasste er sich mit der Ausbreitung demokratischer Ideen gegen Ende der Republik Venedig. Diese Arbeit baute er zu einer grundlegenden Arbeit zur Sozioökonomie Dalmatiens aus. Bereits 1955 legte er sein erstes Überblickswerk unter dem Titel La società veneta alla fine del Settecento vor, das 1956 gedruckt wurde. Dabei entwickelte er keine Vorliebe für die venezianische Kultur des 17. und 18. Jahrhunderts, wie er in einem Brief schrieb, eine Kultur, in der er nur geringe Spuren der Aufklärung entdecken konnte. Sein Werk hingegen wurde vielfach als grundlegend wahrgenommen.
Berengo wurde zu den corsi di perfezionamento an der Scuola Normale zu Pisa zugelassen, wobei er ein Stipendium für Zürich in den Jahren 1955/56 wahrnahm. Aus diesem Aufenthalt ging sein Werk “La via dei Grigioni” e la politica riformatrice austriaca hervor. Im selben akademischen Jahr lernte er zudem am Istituto di studi storici zu Neapel bei Federico Chabod. In Venedig beeinflusste ihn vor allem der 1964 gestorbene Wirtschaftshistoriker Gino Luzzatto, dem er ein Profilo in der Rivista Storica Italiana widmete.
1957 gewann er einen Wettbewerb (concorso), so dass er ab 1958 am Staatsarchiv Venedig arbeiten konnte. Dort blieb er fünf Jahre, wobei er einerseits 1962 über die Giornali veneziani del Settecento publizierte, andererseits zwei weitere Monographien verfasste. Diese befassten sich 1962 mit Lucca: Nobili e mercanti nella Lucca del Cinquecento und 1963 mit Venetien: L’agricoltura veneta dalla caduta della Repubblica all’Unità. Sein Spektrum reichte inzwischen von der Agrikultur und der Agronomie über die Sozialgeschichte des Landes bis hin zu einzelnen Agronomen wie Francesco Tommasi di Colle Valdelsa oder Africo Clementi einerseits, bis zur Geschichte der Presse und des Druckes andererseits. In den 1960er und 70er Jahren befasste er sich darüber hinaus mit der Phase der Restauration und der österreichischen Herrschaft. Aus letzteren Interessen erwuchs die Arbeit Intellettuali e librai nella Milano della Restaurazione, die 1980 erschien. Sein Buch über Lucca, dessen Schwerpunkt die Zeit zwischen 1520 und 1560 bildete, dürfte das meistgelesene sein, zudem wies es den Weg zur Geschichte der europäischen Stadt, ein Thema, das Berengo in den letzten 15 Jahren seines Lebens in Anspruch nahm.
1959 wurde Berengo freier Dozent für Moderne Geschichte, also für die Neuzeit, lehrte aber auch in Padua. Er wechselte ab 1963 auf eine Lehrstelle an der Universität Mailand und verließ damit endgültig den Archivdienst. Ende der 60er Jahre geriet er zunehmend in Distanz zum Kollegium, da er Sympathien für die Forderungen der Studenten äußerte und sich dazu bekannte, die Kommunistische Partei gewählt zu haben. Angesichts der umfangreichen Lehraufgaben reduzierte sich allerdings Berengos forscherische Produktivität, doch immerhin gelang es ihm, den Atlante storico italiano mit anzustoßen, der jedoch nie vollendet wurde. Auch wurde Berengo Mitglied im Wissenschaftlichen Rat der Rivista Storica Italiana.
Ab 1974 wiederum kehrte Berengo, auf ein Angebot von Gaetano Cozzi, nach Venedig zurück, um dort über die Geschichte der Institutionen und zur Sozialgeschichte zu lehren. 1975 heiratete er Renata Segre, mit der er bereits seit 1963 zusammengearbeitet hatte. Die an der Ca’ Foscari weniger umfangreiche Zahl der Abschlussarbeiten, die er zu betreuen hatte, ließ Berengo wieder mehr Zeit für Publikationen. Mit seiner bereits in Mailand begonnenen Arbeit Intellettuali e librai nella Milano della Restaurazione wurde er zu einem der Begründer der Buchgeschichte in Italien. Daneben befasste er sich mit den Beziehungen zwischen Padua und Venedig vor der Schlacht bei Lepanto (1571) sowie mit Venedigs Herrschaft über Ravenna und mit der Geschichte der Juden und der venezianischen Kultureinrichtungen nach der Einigung Italiens. Er scheute sich aber auch nicht, ins Osmanenreich oder nach Südamerika auszugreifen.
Auch betätigte er sich politisch. So wurde er 1985 zum consigliere comunale gewählt, und zwar für den Bezirk Mestre als Unabhängiger auf der Liste des PCI. Darin befasste er sich vorrangig mit dem Bibliothekswesen, eine Beschäftigung, die Anlass gab, 1993 eine Konferenz über Sulle biblioteche pubbliche statali abzuhalten, über die öffentlichen staatlichen Bibliotheken. Diese fand an der Accademia dei Lincei statt, zu deren Mitgliedern er bereits seit 1988 zählte. Als sein Opus magnum gilt neben Nobili e mercanti, das 1999 in Turin erschien, sein gewaltiges L’Europa delle città, das beinahe 900 Seiten umfasst und dazu eine 76-seitige Bibliografie beinhaltet.
Berengo erlebte nach einem Schlaganfall die Veröffentlichung, ohne letzte Hand anlegen zu können. Er starb am 3. August 2000. Beigesetzt wurde er auf seinen Wunsch auf dem jüdischen Friedhof von Ferrara. Seine Bibliothek und die seines Freundes Lucio Gamba vermachte er der Biblioteca Classense von Ravenna. Dank seiner weit ausgreifenden didaktischen Tätigkeit hatte er zahlreiche Schüler, die seine Arbeit fortsetzen.

## Publikationen (Auswahl)
- La società veneta alla fine del Settecento, Sansoni, Florenz 1956.
- L’agricoltura veneta dalla caduta della Repubblica all’Unità, Mailand 1963.
- Nobili e mercanti nella Lucca del Cinquecento, Einaudi, Turin 1965.
- Intellettuali e librai nella Milano della Restaurazione, Einaudi, Turin 1980, erneut Franco Angeli, Mailand 2012.
- L’Europa delle città. Il volto della società urbana tra Medioevo ed Età moderna, Einaudi, Turin 1999.
- Cultura e istituzioni nell’Ottocento italiano, Il Mulino, Bologna 2004.
- Città italiana e città europea. Ricerche storiche, hgg. v. Marco Folin (=Collana Cliopoli, 6), Diabasis, 2010, Neuauflage Viella, Rom 2017.